# Reprezentacja Fidżi U-17 w piłce nożnej mężczyzn
Reprezentacja Fidżi U-17 w piłce nożnej funkcjonująca także jako reprezentacja U-16 – młodzieżowa reprezentacja Fidżi sterowana przez Fiji Football Association.
Pierwszym oficjalnym turniejem na jakim wystąpiła były Mistrzostwa Oceanii U-17 1983. Czterokrotnie zwyciężała dziewięcioma bramkami. Były to mecze kolejno z: Papuą-Nową Gwineą (5 maja 1999, 10:1), Wyspami Cooka (7 maja 1999, 9:0), Tonga (28 marca 2001, 9:0) i Samoa Amerykańskim (8 stycznia 2011, 9:0). Najwyższą porażkę poniosła 13 stycznia 2015 w przegranym 0:6 spotkaniu przeciwko Nowej Zelandii.

## Występy na Mistrzostwach Oceanii U-17
Źródło:
- 1983–1986 – V miejsce
- 1989 – IV miejsce
- 1991 – III miejsce
- 1993 – IV miejsce
- 1995 – faza grupowa
- 1997 – IV miejsce
- 1999 – II miejsce
- 2001–2005 – faza grupowa
- 2007 – III miejsce
- 2009 – nie brało udziału
- 2011 – faza grupowa
- 2013 – IV miejsce
- 2015–2017 – faza grupowa
- 2018 – IV miejsce

## Występy na Mistrzostwach Świata U-17
- 1985–2007 – nie zakwalifikowało się
- 2009 – nie brało udziału
- 2011–2019 – nie zakwalifikowało się
- 2021 – rozgrywki anulowane

## Trenerzy (od 2010)
Źródło:
- Hussain Sahib (2010–2012)
- Kamal Swamy (2012–2016)
- Shalen Lal (2016–2017)
- Yogendra Dutt (2017– )